# Museo di Castelvecchio
Il museo di Castelvecchio è uno dei più importanti musei della città di Verona, dedicato principalmente all'arte italiana ed europea. Il museo venne restaurato e allestito con criteri moderni tra il 1958 e il 1974 dal celebre architetto Carlo Scarpa, di cui divenne uno degli interventi più completi e meglio conservati. Esso si trova all'interno del complesso della fortezza scaligera di Castelvecchio, distribuendosi in circa trenta sale e nei seguenti settori: scultura, pittura italiana e straniera, armi antiche, ceramiche, oreficerie, miniature e le antiche campane cittadine.

## Storia

### Il castello scaligero
Il castello fu costruito tra il 1354 e il 1356 per disposizione di Cangrande II della Scala con ragione difensiva, ma per un breve periodo fu anche luogo di residenza dei Della Scala. La sua destinazione d'uso rimase militare, ma venne alterato e modificato a seconda degli utilizzi di cui se ne fece nelle epoche che si susseguirono, diventando pure deposito di munizioni, mentre durante la dominazione della Serenissima ospitò l'accademia di ingegneria militare. In epoca napoleonica subì vari danneggiamenti: le torri vennero abbassate, eliminando la merlatura, e tra il 1801 e il 1806 venne edificato il lato settentrionale e orientale (che oggi ospita la Galleria) per ospitare una caserma francese.

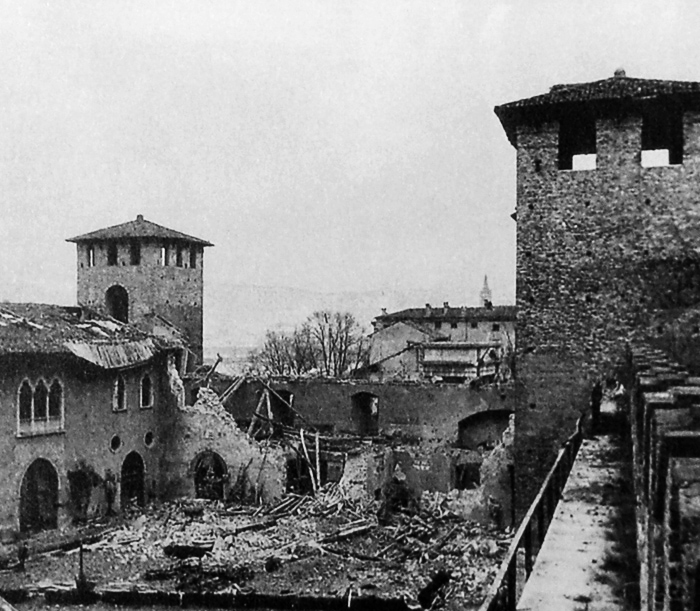
Nella fotografia sono visibili alcuni dei danni subiti dal castello scaligero nel 1945.

### La nascita del museo civico
Anche dopo il passaggio di proprietà allo stato italiano la struttura rimase destinata a caserma fino a quando nel 1924, grazie ad Antonio Avena, direttore dei civici musei, e a Ferdinando Forlati, architetto della Soprintendenza, venne eseguito un restauro in stile medievale e divenne sede delle collezioni civiche di arte veronese, con opere che andavano dall'alto medioevo al Settecento. Durante i lavori di restauro vennero rialzate le torri, ripristinati i camminamenti di ronda e decorati gli interni in stile medievale e rinascimentale.
Durante la seconda guerra mondiale Verona fu una delle città più bombardate in Italia per via la sua posizione strategica e per la presenza di molti ministeri della Repubblica Sociale Italiana: fu così che durante l'incursione alleata del 4 gennaio 1945 il castello venne danneggiato, mentre solo pochi mesi più tardi i tedeschi in fuga fecero saltare tutti i ponti di Verona, compreso il ponte di Castelvecchio. Successivamente il restauro del castello venne commissionato a Carlo Scarpa e il restauro del ponte a Libero Cecchini, sotto la supervisione del soprintendente Piero Gazzola.

## Il restauro di Carlo Scarpa
Carlo Scarpa considerò Castelvecchio un organismo unitario su cui intervenire, senza fare distinzioni tra il restauro dell'edificio e l'allestimento museografico, metodo che usò anche in importanti lavori precedenti, come per le Gallerie dell'Accademia a Venezia, palazzo Abatellis a Palermo, la Gipsoteca Canoviana a Possagno. L'intervento dell'architetto veneto andò a insinuarsi tra le preesistenze proponendo ampliamenti, soluzioni distributive inedite e nuovi percorsi.

### Progettisti
Al restauro e allestimento del museo, opera principalmente di Carlo Scarpa, collaborarono anche l'architetto Arrigo Rudi e l'ingegnere Carlo Maschietto, ma il lavoro finale fu il risultato di un concerto tra numerose voci: il progettista, i collaboratori, lo staff del museo (il dottor Angelo Aldrighetti, il geometra Angelo Rudella e il falegname Fulvio Don), gli amministratori (in particolare il sindaco Giorgio Zanotto e l'assessore alla cultura Alberto De Mori), l'ufficio tecnico del comune (con a capo l'ingegnere Rocco Nicolò), le Soprintendenze (in particolare l'architetto Piero Gazzola) e gli artigiani che lavorarono al restauro, collaborarono tutti attivamente per arrivare al pregevole risultato finale. Particolarmente proficuo fu soprattutto il dialogo tra Scarpa e il direttore del museo Licisco Magagnato, che con le loro riflessioni sui temi del restauro e sulle conformazioni assunte dal monumento nel corso del tempo scaturirono le modifiche di maggior rilievo.
Numerosi artigiani lavorarono per Carlo Scarpa nel cantiere di Castelvecchio, tra i più presenti si ricordano l'impresa Castellani, che eseguì tutti i lavori di cantiere e gli intonaci, e la ditta Mario ed Eugenio De Luigi di Venezia, che eseguì gli stucchi.

### Primo intervento: il restauro della Reggia
Nel 1955 divenne direttore dei civici musei Licisco Magagnato, che focalizzò il suo lavoro sul rinnovamento e la sistemazione delle numerose sedi museali cittadine, e fulcro del suo lavoro diviene l'intervento commissionato a Scarpa, divenuto celebre in seguito all'allestimento di prestigiose mostre e musei. L'incarico all'architetto veneto venne affidato in occasione della mostra Da Altichiero a Pisanello del 1956. Scarpa decise di impostare la sua opera di restauro e la realizzazione dell'allestimento con criteri moderni che hanno fondamento nelle teorie del restauro del dopoguerra. Il primo corpo ad essere restaurato fu la cosiddetta ala della Reggia, cioè la residenza scaligera: durante i lavori vennero alla luce nuove scoperte archeologiche, furono pensati i percorsi di visita del pubblico, vennero realizzati i solai, i pavimenti, le scale, il sistema di illuminazione, e fu steso intonaco di calce grezza.
L'esposizione della pinacoteca nell'ala della Reggia, in cui sono presenti opere venete dal Duecento al Cinquecento, prevede un allestimento innovativo sia per la scelta delle opere sia per i sistemi espositivi:
- per i polittici furono progettate semplici mensole in tufo;
- per le croci stazionali furono progettati dei piccoli cubi in tufo che le sostengono;
- per i dipinti su tavola, dai quali vennero rimosse le cornici ottocentesche, furono progettate semplici cornici con fondo colorato in modo da far risaltare l'opera, rivestite in panno o velluto. Alcuni dipinti furono esposti su supporti rotanti, altri su cavalletti già utilizzati per l'allestimento del Museo Correr di Venezia, mentre altri furono appesi con montanti laterali.

Il restauro della Reggia si concluse in tempo per l'esposizione del 1958, ma il percorso di quest'ala venne collegata al secondo piano del mastio (e quindi alla Galleria) solamente nel 1964 tramite un passaggio sospeso.

### Secondo intervento: il restauro della Galleria

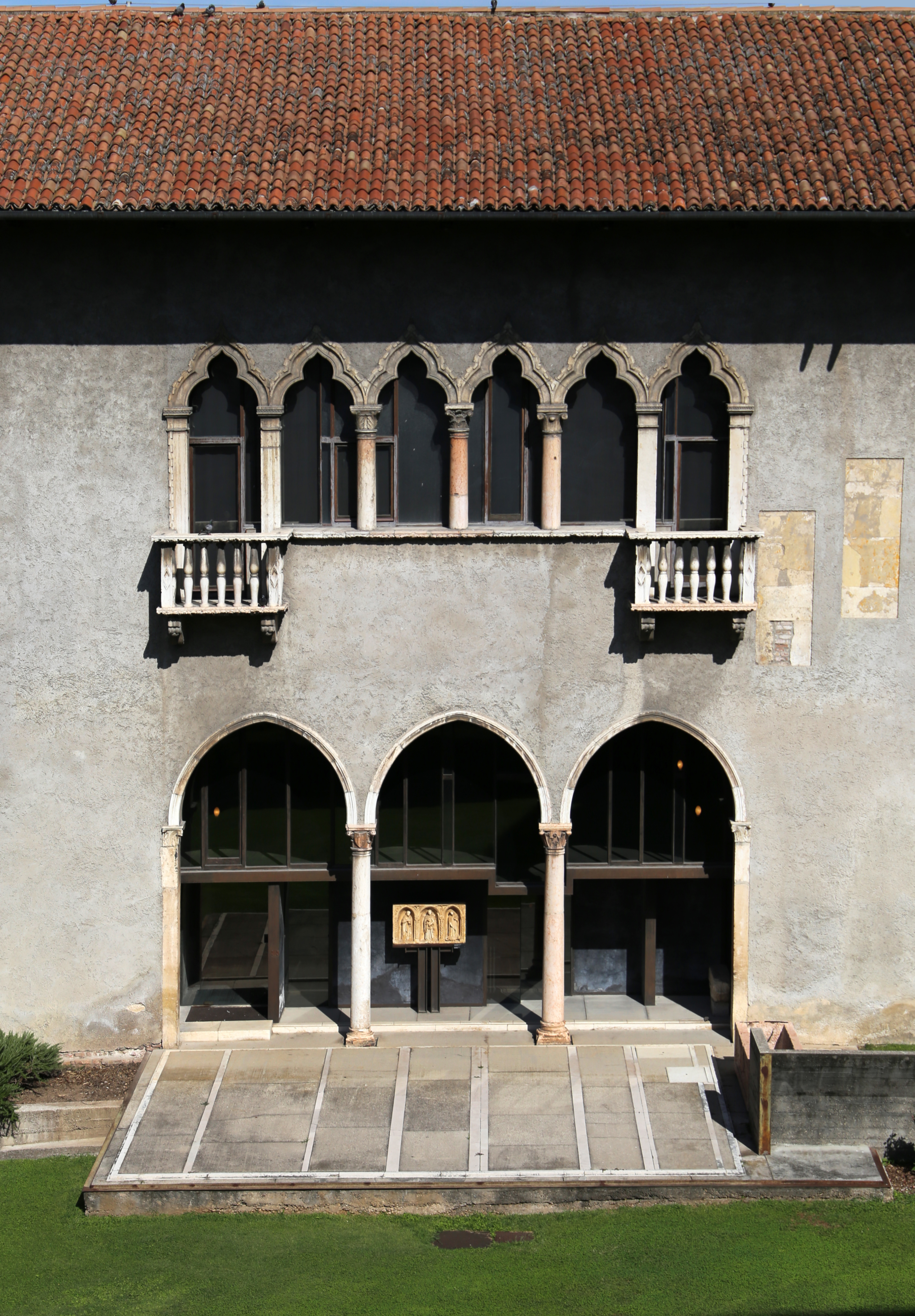
Parte del prospetto sulla Corte d'Armi.

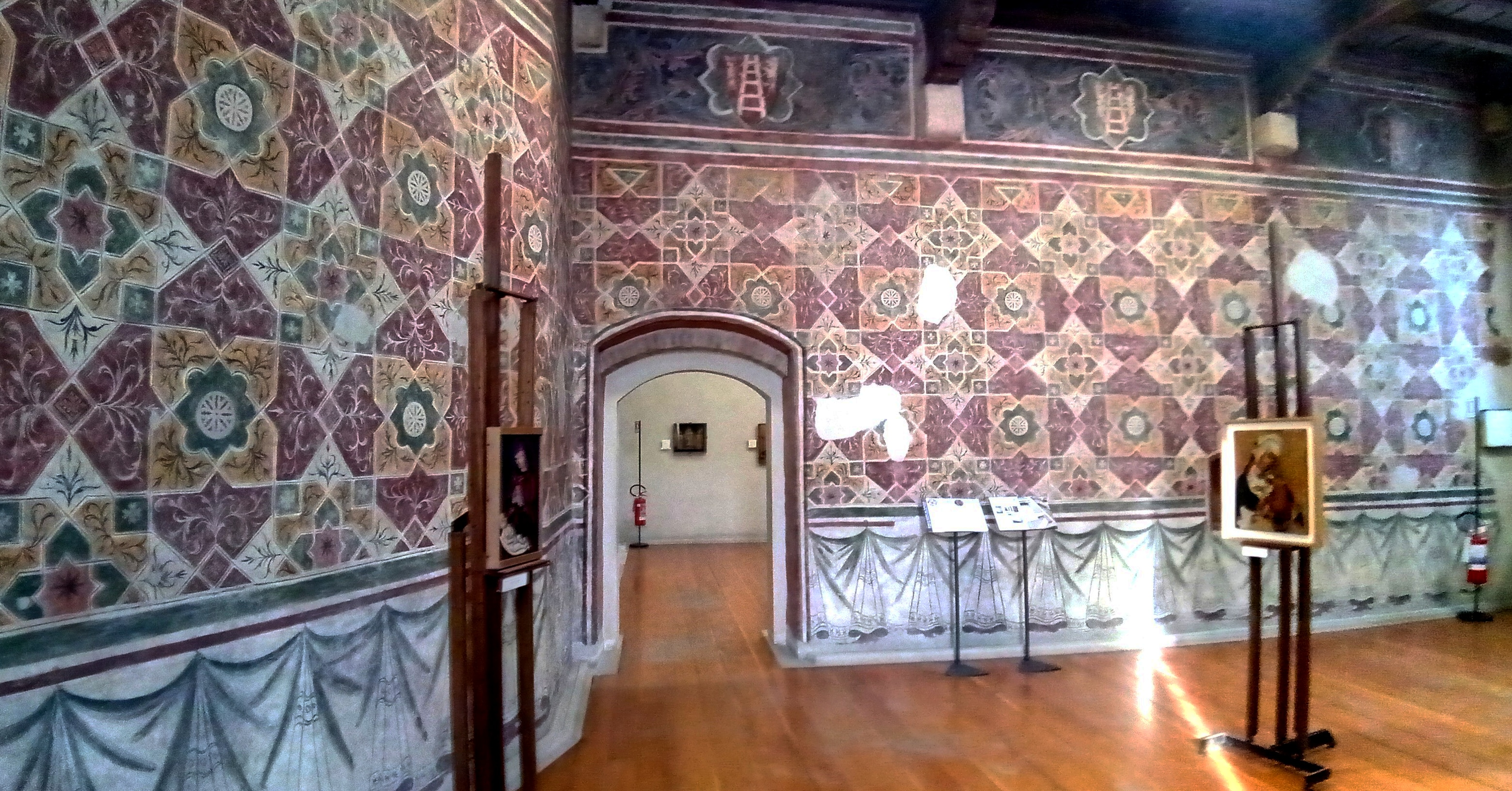
Affreschi trecenteschi nelle sale interne

Successivamente i lavori proseguirono nell'edificio ottocentesco presente nella corte d'Armi, che da allora viene chiamato ala della Galleria. Al suo interno è presente un'infilata di sette grandi sale, che vengono illuminate da grandi finestre bifore e trifore in stile gotico, che furono inserite durante i restauri degli anni venti, e che sono collegate tra loro da passaggi a volta. Una prima fase del restauro della Galleria vide l'eliminazione dei falsi affreschi e l'intonacatura sobria degli interni, ma già durante questa prima fase, mentre ancora erano presenti i pavimenti alla veneziana e i soffitti a cassettoni in legno realizzati negli anni venti, Scarpa, in accordo con il direttore del museo, simulò la collocazione delle grandi sculture medievali del Maestro di Sant'Anastasia e della sua scuola poggiandole su sottili supporti in pietra di Prun, e solo quando venne deciso definitivamente quali opere collocare e dove, vennero definiti gli interventi strutturali.
La parte più corposa del restauro, di cui il progetto nel settembre 1959 era ormai in buona parte definito, iniziò nel 1958. Già nel 1962 le numerose scoperte archeologiche e storiche costrinsero però l'architetto a modificare tale progetto mano a mano che venivano alla luce nuovi elementi o problematiche, tanto che dovette chiedere una variante di progetto. I lavori più consistenti finirono nel 1964, mentre tra 1968 e 1969 venne realizzata la biblioteca e tra 1973 e 1975 venne completata la sala Avena, che avrebbe contenuto dipinti del Settecento. Nell'intervento si decise di rendere facilmente leggibili le modifiche apportate al monumento nel corso dei secoli, anche differenziando il nuovo intervento rispetto alle caratteristiche dell'architettura medievale.

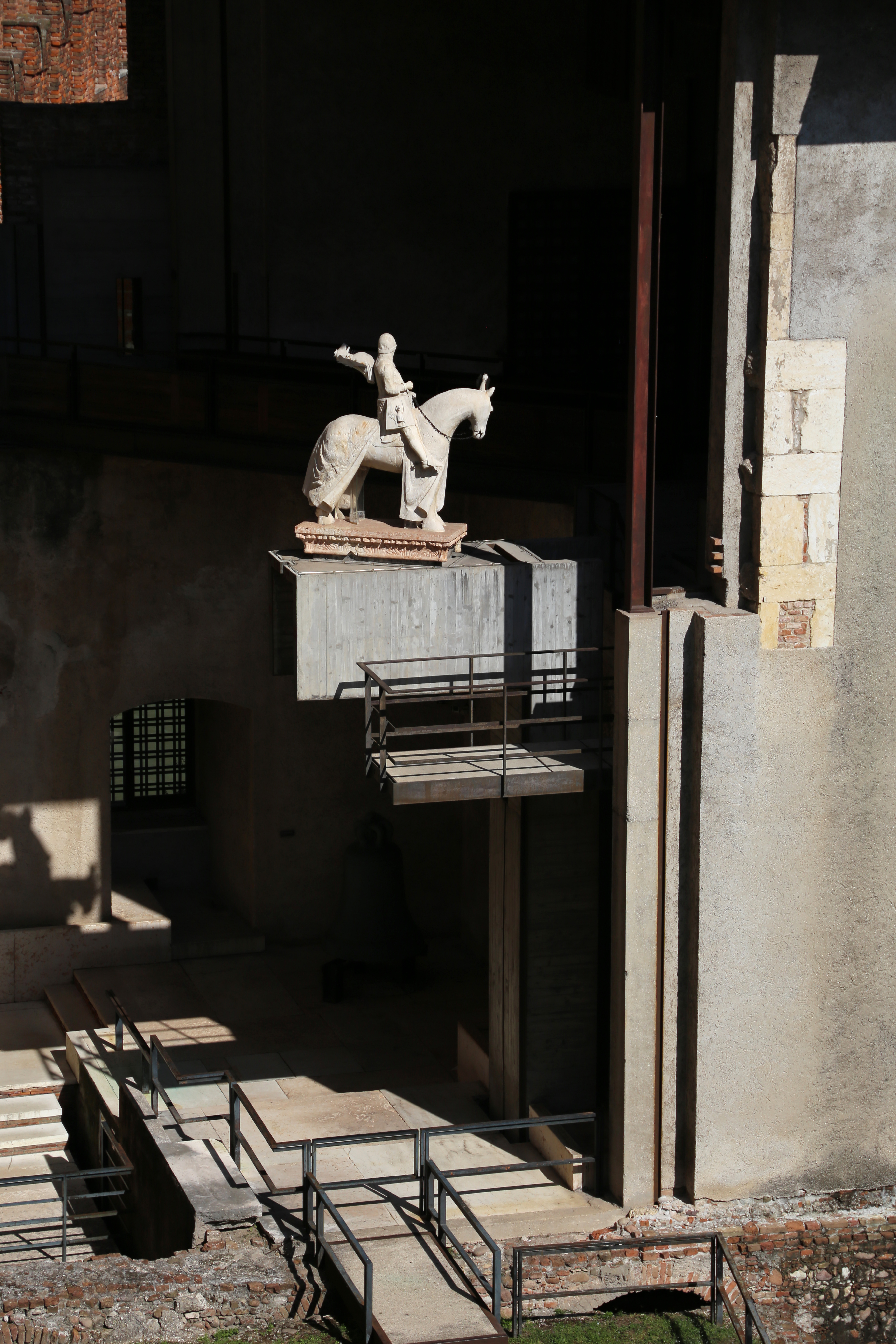
La statua equestre di Cangrande I vista dal giardino

È con questo restauro/allestimento che Carlo Scarpa giunge alla sua maturazione artistica, in particolare è l'ala della Galleria che vede il concentrarsi di soluzioni spaziali, architettoniche ed espositive assolutamente innovative. Coraggiosa è la scelta delle opere del piano terra della Galleria, per la quale l'architetto veneto scelse sculture non famose ma particolarmente espressive del mondo veronese, come una vasca, un sarcofago e un frammento mutilati, la cui vitalità è data dalla materia color rosa e avorio, e che assumono nella loro collocazione museografica un risalto storico preminente. Altre scelte innovativa furono il modo in cui decise di porgere al pubblico la Madonna col Bambino su uno sfondo color "rosso Mondrian", posta nella sala centrale e sorretta da una semplice mensola in ferro non trattato, oppure la collocazione della Santa Cecilia e della Crocefissione, oltre all'allestimento di piccoli oggetti di oreficeria nel sacello. Magistrale inoltre la sistemazione della statua equestre di Cangrande I, che precedentemente si trovava presso le arche scaligere, sopra la chiesa di Santa Maria Antica, dove fu sostituita da una copia. Cangrande è per la storia di Verona fondamentale, si tratta infatti dell'esponente più amato e famoso della dinastia scaligera e grazie alle sue conquiste divenne guida della fazione ghibellina dell'alta Italia, ma è noto anche perché fu amico e protettore del sommo poeta Dante Alighieri: è per questo motivo che la sua statua venne situata in un punto nodale del percorso del museo e in un luogo che gli scavi archeologici hanno rivelato essere un importante brano della storia cittadina, collocata in posizione araldica e dominante sulla città. Posta sulla sommità di un supporto di calcestruzzo, la cui forma a foglio ripiegato ricorda quella di un origami, è possibile ammirarla dal percorso museale, avendo come sfondo la trama delle mura del castello, oppure dal giardino avendo come sfondo il tetto ligneo, che ha come riferimento l'architettura di Frank Lloyd Wright e le tradizionali abitazioni lignee giapponesi.

### Terzo intervento: il giardino
Il giardino, che venne sistemato solo pochi giorni prima dell'apertura del museo, è un preludio al museo semplice ma di grande effetto. Si tratta di un prato di forma rettangolare delimitato verso sud da due siepi che formano un diaframma per chi si avvia in leggera salita verso l'ingresso del museo. Il percorso verso l'ingresso è affiancato da due vasche d'acqua poco profonde che in alcune ore del giorno riflettono il castello, come succede nei giardini giapponesi. L'idea delle due vasche d'acqua giunse inaspettatamente durante i lavori, quando Scarpa osservò due teli di nylon nel cortile sopra i quali si erano formate due pozzanghere.

### Materiali

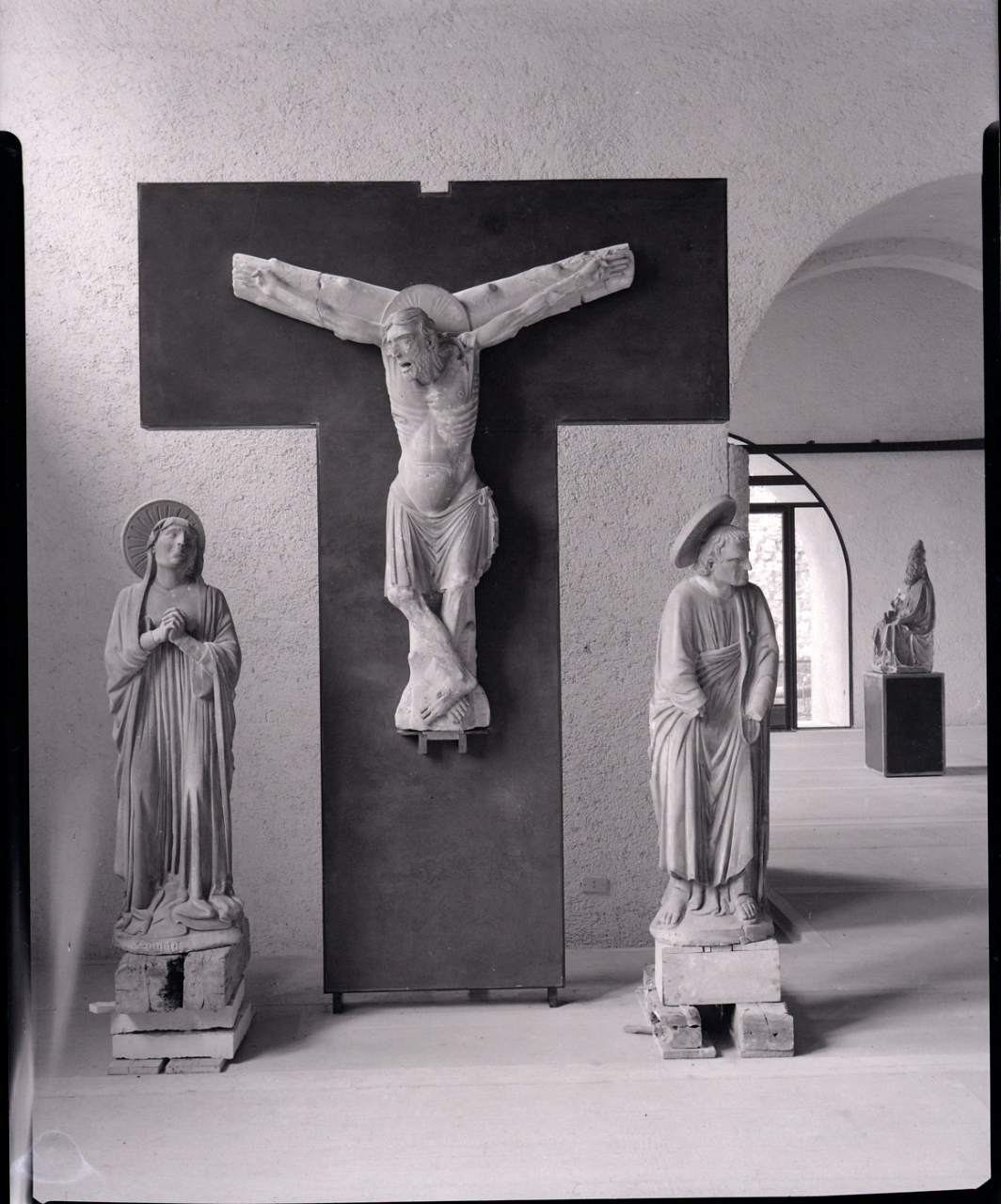
Crocifisso e dolenti, noto anche come L'urlo di pietra, con l'allestimento di Carlo Scarpa.

Carlo Scarpa possedeva l'abilità di accostare materiali tradizionali propri dell'architettura medievale, quali ciottoli, tufo e mattoni, ai materiali propri dell'architettura moderna, come il cemento armato lasciato a vista oppure martellinato per rendere più vibrante la superficie. Grande lavoro qualitativo svolse nel trattamento esterno del sacello, realizzato nella locale pietra di Prun, e per il quale trovò riferimento nei rivestimenti del Palazzo Ducale di Venezia e della Basilica Palladiana di Vicenza, rivisitati però in chiave di lettura sensibile alla pittura moderna, che viene resa volumetricamente in questo spazio architettonico. Sono numerosi gli spunti presi dalla pittura moderna, in particolare a quella del movimento De Stijl e soprattutto del maggiore suo esponente Piet Mondrian: da Mondrian prese sicuramente spunto per le scelte cromatiche degli stucchi veneziani e nel design di elementi come le finestre, mentre il De Stijl si ritrova nell'ortogonalità degli elementi strutturali (nei pavimenti in calcestruzzo riquadrati nella pietra di Prun, nella crociera dei solai, nel segno della trave di ferro che attraversa tutta la Galleria) e nel posizionamento delle sculture su piastre quadrate e rettangolari.

## Le collezioni

### Scultura
Le collezioni del museo si aprono con una collezione di scultura romanica, ancora debitrice dello stile romano desunto da modelli di cui sempre Verona ebbe abbondanza, i cui pezzi provengono da edifici religiosi crollati o distrutti nel corso dei secoli. Tra le opere più significative si menzionano:
- Crocifisso e dolenti, opera del Trecento in tufo (originariamente dipinto) del cosiddetto Maestro di Sant'Anastasia, proveniente dalla chiesa di San Giacomo di Tomba;
- Sarcofago dei santi Sergio e Bacco, bassorilievo del 1179;
- Santa Cecilia e santa Caterina, sculture del XIV secolo del Maestro di Sant'Anastasia;
- Statua equestre di Cangrande della Scala, proveniente dal complesso gotico delle Arche scaligere;
- Statua equestre di Mastino II della Scala anch'essa proveniente dalle Arche Scaligere.

### Pittura

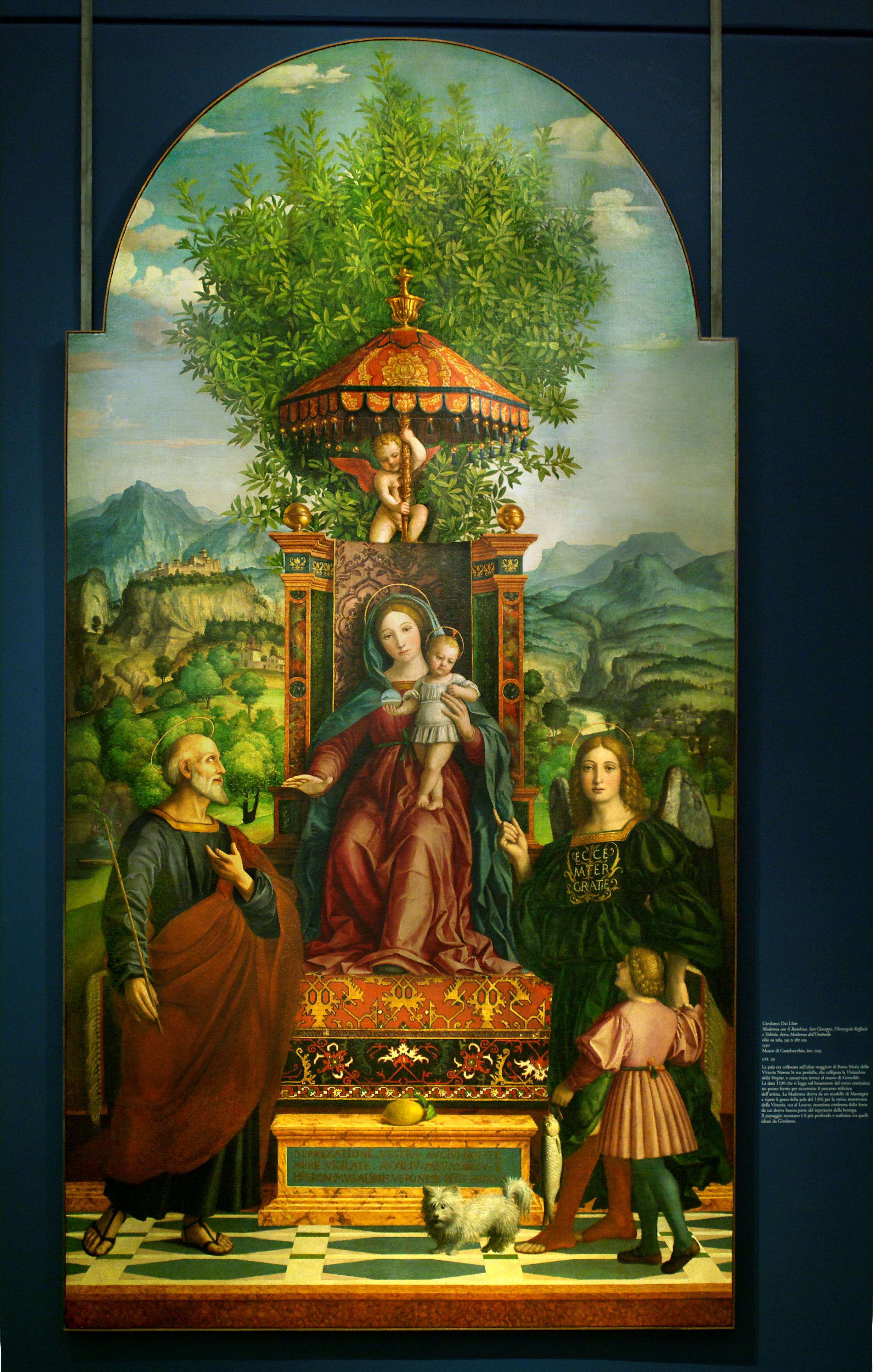
Madonna dell'Ombrello, 1530, dipinta da Girolamo dai Libri

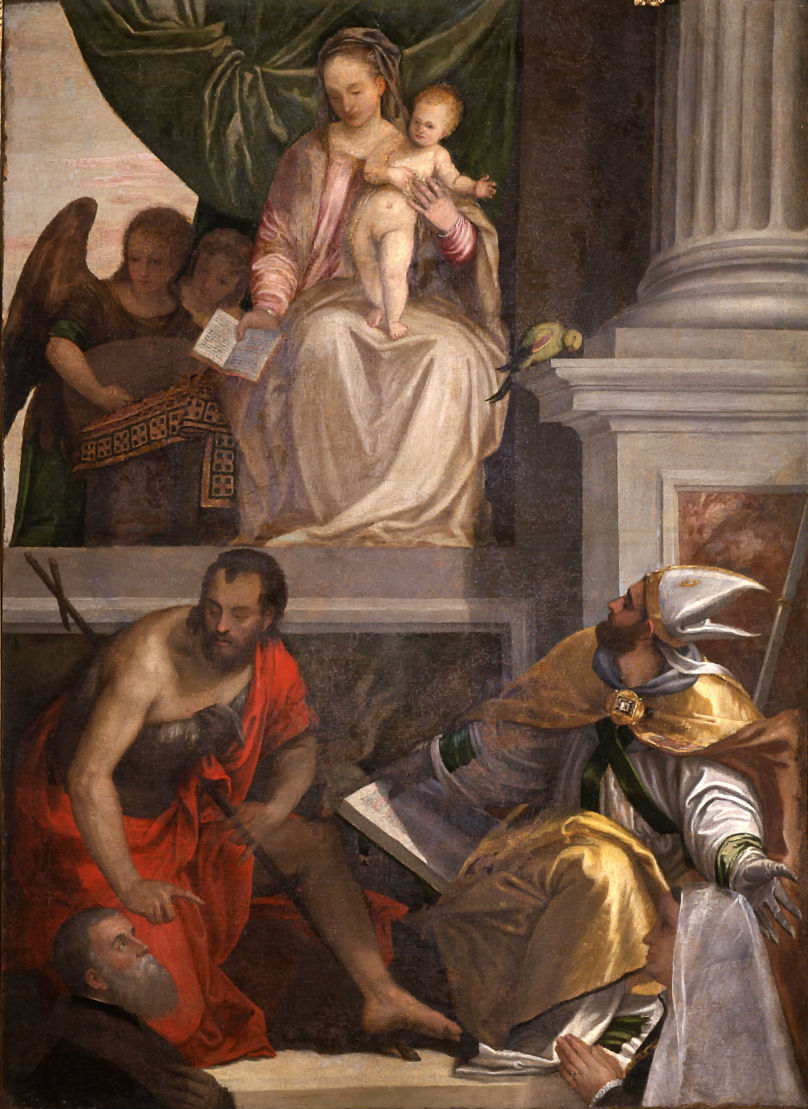
Paolo Veronese, Pala Bevilacqua-Lazise

Le collezioni si snodano negli articolati ambienti del castello, dentro e fuori suggestivi cortili, saloni, mura altomedioevali, camminamenti di ronda.
Nell'ala residenziale del castello, costruito per difendere la famiglia dalle minacce sia esterne alla città sia interne, trovano collocazione le collezioni pittoriche di scuola veronese e veneta: la sezione di pittura gotica, che a Verona visse una stagione entusiasmante grazie a maestri come Pisanello (con la celebre Madonna della Quaglia), Altichiero, Michelino da Besozzo (con la Madonna del roseto, già attribuita a Stefano da Verona), o i meno conosciuti Turone da Maxio e Michele Giambono.
Si passa poi alle opere della Verona a cavallo del Rinascimento, con i primi tentativi pre-mantegneschi di imitare il nuovo stile nelle opere di Antonio Badile e alcuni capolavori della scuola veneziana come il grande crocifisso di Jacopo Bellini, per poi arrivare al pieno rinascimento con le opere di Domenico e Francesco Morone, padre e figlio, e Liberale da Verona. Non mancano i capolavori di grandi maestri come una Madonna col Bambino in piedi su un parapetto di Giovanni Bellini, il Cristo in pietà di Filippo Lippi, una Madonna della Passione di Carlo Crivelli e la Sacra Famiglia e un Santa di Andrea Mantegna. Girolamo dai Libri è il pittore veronese che maggiormente recepisce la lezione di Mantegna applicandola nei suoi capolavori. Paolo Morando e Giovan Francesco Caroto, con il celeberrimo Giovane con disegno di pupazzo, di chiara influenza leonardesca, tradisce la sua singolare ricerca sui rapporti tra osservato e osservante, tra ritraente, ritratto e spettatore.
Si arriva quindi al Cinquecento e al Seicento, passando per alcune opere giovanili di Paolo Caliari detto il Veronese (come la Pala Bevilacqua-Lazise e il Compianto sul Cristo morto che ne sancirono la fama), Jacopo Tintoretto, Paolo Farinati e Alessandro Turchi detto l'Orbetto, autore di grande fortuna a Verona come a Roma, sua seconda patria.
Del Settecento è presente uno dei protagonisti, il Tiepolo, con un quadro quale Eliodoro saccheggia il tempio.

### Disegni
Nel 1974 il direttore dei musei civici Licisco Magagnato provvide ad acquisire tutti i 662 disegni di progetto di Carlo Scarpa direttamente da lui, così oggi si ha, nell'archivio del museo, la documentazione completa della progettazione del restauro e dell'allestimento opera del famoso architetto veneto. Si hanno sia planimetrie generali che schizzi con le diverse soluzioni, sia disegni esecutivi che fogli con numerose annotazioni dell'architetto.

### Armi

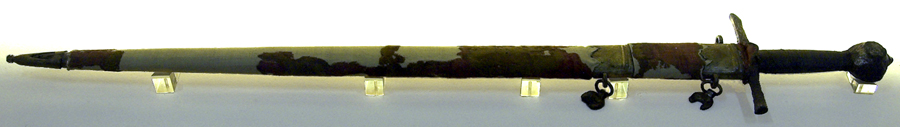
La spada di Cangrande

Il Museo di Castelvecchio possiede inoltre un'interessante collezione di armi e armature medievali e rinascimentali, tra cui la spada di Cangrande recuperata dal suo sarcofago in occasione della prima apertura negli anni venti del XX secolo.

### Il furto del 2015

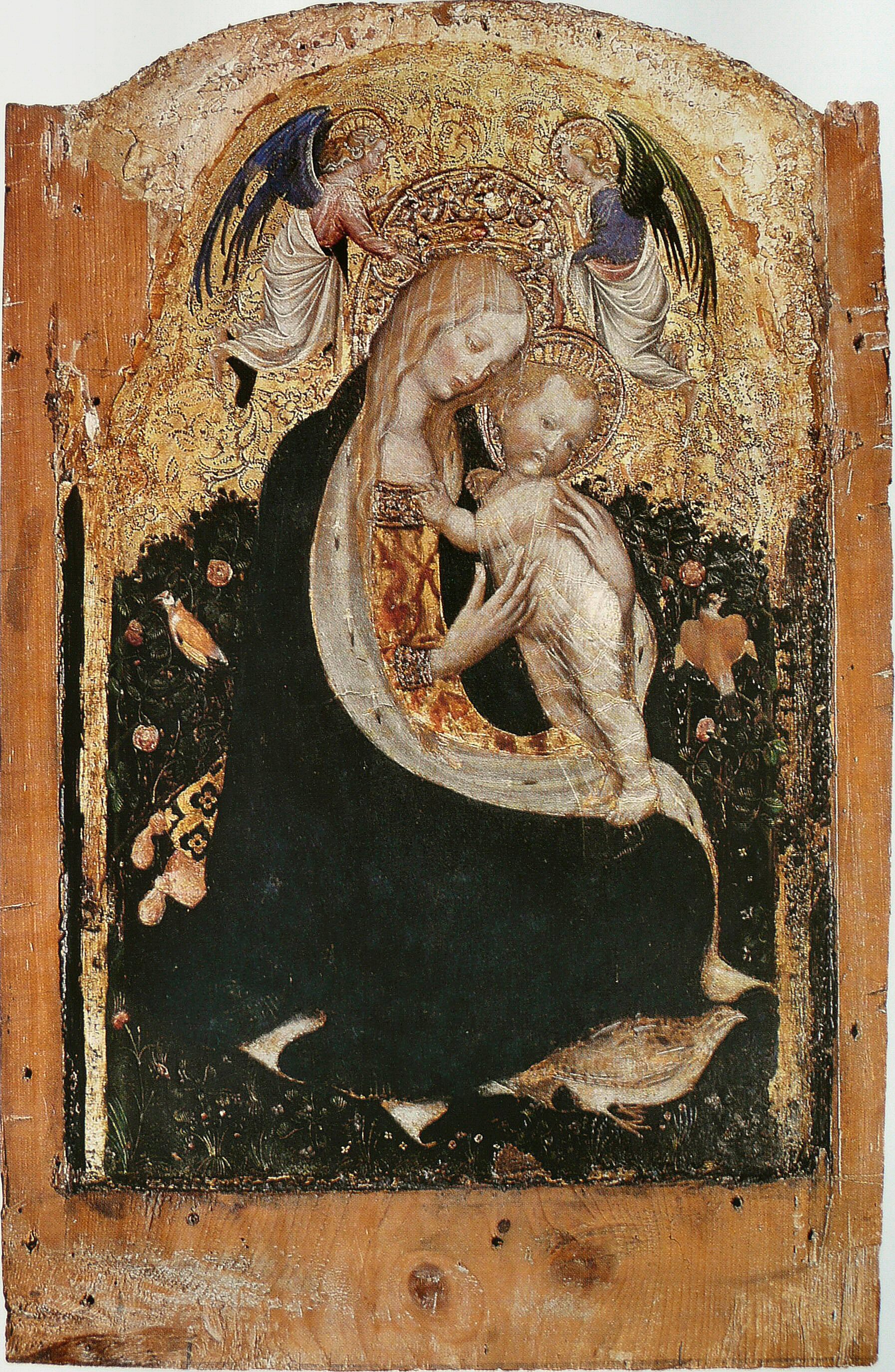
Pisanello, Madonna della Quaglia

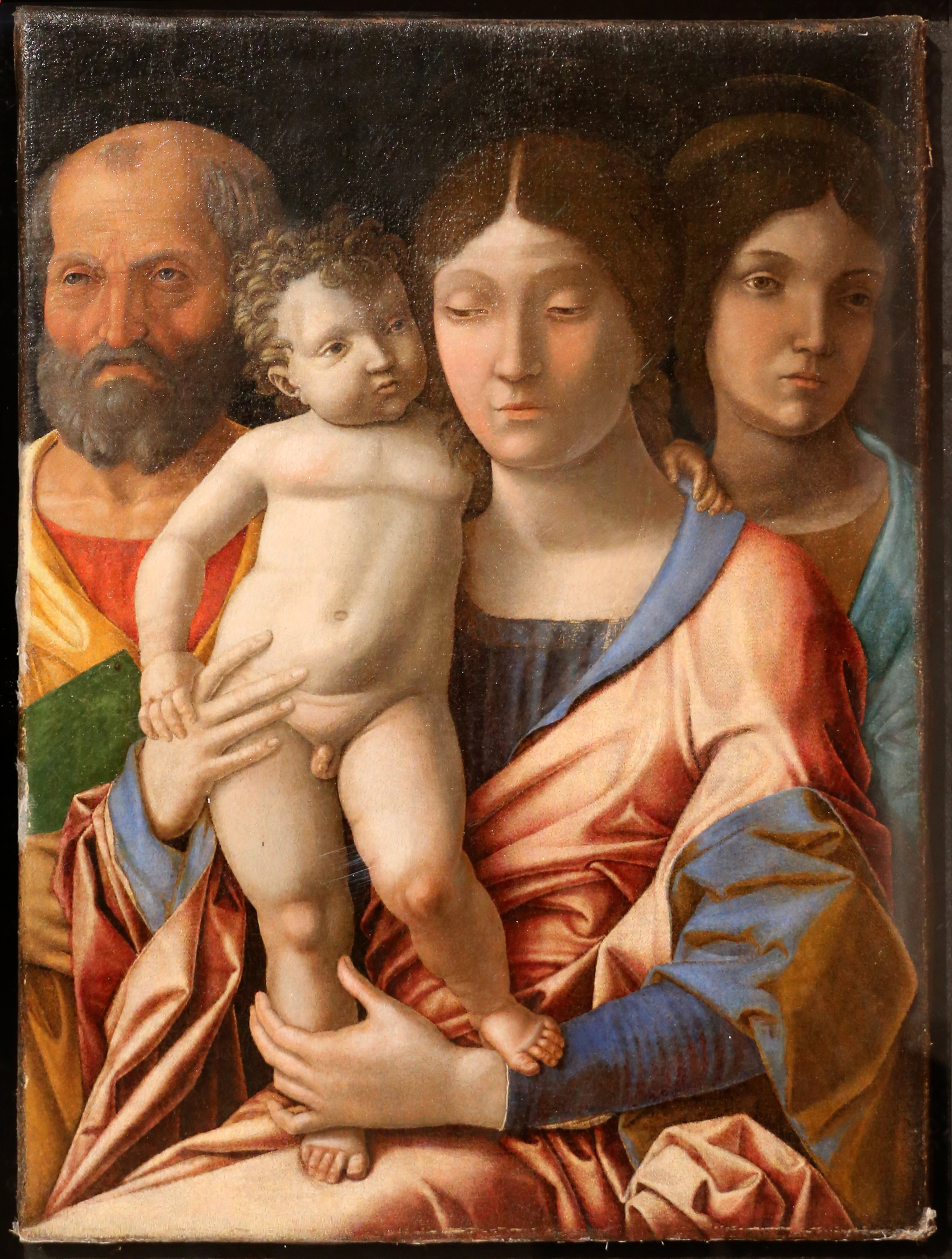
Andrea Mantegna, Sacra Famiglia e una Santa

La sera del 19 novembre 2015 tre rapinatori hanno rubato 17 opere d'arte.
L'elenco completo delle opere rubate è il seguente:
- Antonio Pisano detto Pisanello, Madonna col bambino, detta Madonna della quaglia, tempera su tavola, cm 54×32;
- Jacopo Bellini, San Girolamo penitente, tempera su tavola, cm 95×65;
- Giovanni Benini, Ritratto di Girolamo Pompei, olio su tela, cm 85×63;
- Andrea Mantegna, Sacra Famiglia con una santa, tempera su tela, cm 76×55,5;
- Giovanni Francesco Caroto, Ritratto di giovane con disegno infantile, olio su tavola, cm 37×29;
- Giovanni Francesco Caroto, Ritratto di giovane monaco benedettino, olio su tela, cm 43×33;
- Jacopo Tintoretto, Madonna allattante, olio su tela, cm 89×76;
- Jacopo Tintoretto, Trasporto dell'arca dell'alleanza, olio su tavola, cm 28×80;
- Jacopo Tintoretto, Banchetto di Baltassar, olio su tavola, cm 26,5×79;
- Jacopo Tintoretto, Sansone, olio su tavola, cm 26,5×79;
- Jacopo Tintoretto, Giudizio di Salomone, olio su tavola, cm 26,5×79,5;
- Cerchia di Jacopo Tintoretto, Ritratto maschile, olio su tela, cm 54×44;
- Domenico Tintoretto, Ritratto di Marco Pasqualigo, olio su tela, cm 48×40;
- Bottega di Domenico Tintoretto, Ritratto di ammiraglio veneziano, olio su tela, cm 110×89;
- Peter Paul Rubens, Dama delle licnidi, olio su tela, cm 76×60;
- Hans de Jode, Paesaggio noto anche come Paesaggio con cascata[12], olio su tela, cm 70×99;
- Hans de Jode, Porto di mare, olio su tela, cm 70×99[13].

Lo storico dell'arte Vittorio Sgarbi ha definito il latrocinio come "uno dei furti più gravi della storia dell'arte italiana" e la direttrice Paola Marini ha parlato di una "ferita profondissima". Le indagini sono affidate al nucleo operativo dell'Arma dei Carabinieri del Comando Carabinieri per la Tutela del Patrimonio Culturale.
Il 15 marzo 2016 i Carabinieri hanno arrestato 12 persone tra la Moldavia e Verona, tra cui la guardia giurata in servizio la sera della rapina ritenuta il basista nel museo. I quadri sono stati ritrovati il 6 maggio successivo nella regione di Odessa, in Ucraina, quando stavano per essere portati in Moldavia, per essere riconsegnati a Kiev, alla presenza del Presidente dell’Ucraina Petro Porošenko e del Ministro dei Beni e delle Attività Culturali e del Turismo Dario Franceschini, il 21 dicembre 2016 .